# Амагов, Адлан Майрбекович
Адла́н Майрбе́кович Ама́гов (род. 30 октября 1986, Грозный) — российский боец смешанных единоборств, чемпион России по боевому самбо, чемпион мира и Европы по универсальному бою, победитель турниров, мастер спорта по рукопашному бою, самбо и комплексному единоборству, бывший боец UFC.

## Биография
Чеченец. Родился 30 октября 1986 года в городе Грозный Чечено-Ингушской АССР. Первый профессиональный поединок 23 ноября 2007 года с Алексеем Олейником он проиграл. Затем стал выступать под эгидой ProFC, одержал шесть побед. В 2011 году подписал контракт с Zuffa, которая является владельцем Strikeforce.
Первый бой Адлана Амагова в Strikeforce состоялся 22 июля 2011 года на турнире Strikeforce Challengers: Voelker vs. Bowling III. В стойке Адлан смотрелся предпочтительнее. Во второй половине поединка соперник воспользовался усталостью Амагова и выиграл несколько эпизодов. Однако раздельным решением судей победу одержал Амагов.
Второй поединок в Strikeforce прошёл 18 ноября того же года на турнире Strikeforce Challengers 20. Энтони Смит, который был соперником Амагова, до этого боя не знал поражения с декабря 2010 года. Адлан одержал победу нокаутом в первом раунде.
7 января 2012 года Амагов потерпел первое поражение в Strikeforce от Робби Лоулера на турнире Strikeforce: Rockhold vs. Jardine. Лоулер нанес удар коленом в голову Амагову. Адлан упал на настил, где американец добил его.
18 августа того же года на турнире Strikeforce Rousey vs. Kaufman состоялся бой Амагова против Кита Бери. Адлан сумел реабилитировался за прошлое поражение, победив соперника досрочно.
По некоторым источникам, в декабре 2013 года Амагов официально объявил о завершении своей спортивной карьеры по религиозным мотивам. Однако, согласно другим источникам, Амагов просто взял перерыв по семейным обстоятельствам.
В 2016 году после трёхлетнего перерыва вернулся в ММА, на турнире League S-70 в Сочи рычагом локтя победил бразильца Дирлея Броэнструпа.

## Семья
Старший брат - Муса Амагов, чемпион Финляндии по смешанным единоборствам.

## Статистика
| Результат | Рекорд | Соперник                | Способ                                                 | Турнир                                              | Дата                  | Раунд | Время | Место                   | Примечание |
| --------- | ------ | ----------------------- | ------------------------------------------------------ | --------------------------------------------------- | --------------------- | ----- | ----- | ----------------------- | ---------- |
| Победа    | 14-2-1 | Дирли Броэнструп        | Рычаг локтя                                            | League S-70: Plotforma 7th                          | 21 августа 2016 года  | 1     | 2:18  | Сочи, Россия            |            |
| Победа    | 13-2-1 | Ти Джей Уолдбергер      | Нокаут (удары)                                         | UFC 166                                             | 19 октября 2013 года  | 1     | 3:00  | Хьюстон, США            |            |
| Победа    | 12-2-1 | Крис Спонг              | Единогласное решение                                   | UFC on Fuel TV 9 — Mousasi vs. Latifi               | 6 апреля 2013 года    | 3     | 5:00  | Стокгольм, Швеция       |            |
| Победа    | 11-2-1 | Кит Берри               | Технический нокаут (удар ногой и добивание)            | Strikeforce — Rousey vs. Kaufman                    | 18 августа 2012 года  | 1     | 0:48  | Сан-Диего, США          |            |
| Поражение | 10-2-1 | Робби Лоулер            | Технический нокаут (удар коленом в прыжке и добивание) | Strikeforce — Rockhold vs. Jardine                  | 7 января 2012 года    | 1     | 1:48  | Лас-Вегас, США          |            |
| Победа    | 10-1-1 | Энтони Смит             | Нокаут (удары)                                         | Strikeforce — Challengers 20                        | 18 ноября 2011 года   | 1     | 2:32  | Лас-Вегас, США          |            |
| Победа    | 9-1-1  | Рон Столлингз           | Раздельное решение                                     | Strikeforce — Challengers 17                        | 22 июля 2011 года     | 3     | 5:00  | Лас-Вегас, США          |            |
| Победа    | 8-1-1  | Евгений Ерохин          | Технический нокаут (удар ногой в голову и добивание)   | Draka — Governor’s Cup 2010                         | 18 декабря 2010 года  | 1     | 2:28  | Хабаровск, Россия       |            |
| Победа    | 7-1-1  | Александар Радосавлевич | Технический нокаут (остановка боя врачом)              | ProFC — Union Nation Cup 8                          | 18 декабря 2010 года  | 1     | 2:10  | Одесса, Украина         |            |
| Ничья     | 6-1-1  | Аттила Вег              | Ничья                                                  | APF: Azerbaijan vs. Europe                          | 22 мая 2010 года      | 3     | 5:00  | Баку, Азербайджан       |            |
| Победа    | 6-1    | Шамиль Тинагаджиев      | Единогласное решение                                   | ProFC — Commonwealth Cup                            | 23 апреля 2010 года   | 2     | 5:00  | Москва                  |            |
| Победа    | 5-1    | Денис Лядовый           | Технический нокаут (удары)                             | ProFC — Union Nation Cup 5                          | 13 февраля 2010 года  | 1     | 0:17  | Нальчик, Россия         |            |
| Победа    | 4-1    | Масхат Ахметов          | Нокаут (удар ногой в голову)                           | ProFC — Union Nation Cup 4                          | 19 декабря 2009 года  | 1     | 0:17  | Ростов-на-Дону, Россия  |            |
| Победа    | 3-1    | Гаджимурад Антигулов    | Нокаут (удары)                                         | ProFC — Union Nation Cup 2                          | 25 сентября 2009 года | 1     | 4:05  | Ростов-на-Дону, Россия  |            |
| Победа    | 2-1    | Бесики Геренава         | Единогласное решение                                   | ProFC — President Cup                               | 25 октября 2008 года  | 2     | 5:00  | Санкт-Петербург, Россия |            |
| Победа    | 1-1    | Ансар Чалангов          | Единогласное решение                                   | Perm Regional MMA Federation — MMA Professional Cup | 25 апреля 2008 года   | 2     | 5:00  | Пермь, Россия           |            |
| Поражение | 0-1    | Алексей Олейник         | Сабмишн (удушение Иезекииля)                           | Perm Regional MMA Federation — MMA Professional Cup | 25 апреля 2008 года   | 1     | 2:00  | Пермь, Россия           |            |